# Józef Buzek
Józef Buzek (ur. 16 listopada 1873 w Końskiej, zm. 22 września 1936 w Cieszynie) – polski statystyk, ekonomista, polityk, poseł na Sejm Ustawodawczy i senator I kadencji w II RP.

## Życiorys
Urodził się w rodzinie Jerzego, rolnika i działacza społecznego i jego drugiej żony Zuzanny z Delongów. Był luteraninem i krewnym premiera Jerzego Buzka.
W 1894 ukończył gimnazjum w Cieszynie, następnie studia prawa na Uniwersytecie Jagiellońskim i w Wiedniu. W 1899 obronił doktorat, a w 1902 habilitację ze statystyki na Uniwersytecie Lwowskim. Został na tej uczelni docentem prywatnym, zaś od 1904 profesorem nadzwyczajnym, a od 1910 profesorem zwyczajnym nauki i prawa administracyjnego. W latach 1915–1917 zastępował prof. Zbigniewa Pazdrę na katedrze nauk prawniczych Politechniki Lwowskiej, w roku akademickim 1916–1917 był dziekanem Wydziału Prawa Uniwersytetu Lwowskiego.
W latach 1905–1915  był członkiem Ligi Narodowej. W latach 1905–1917 należał do Stronnictwa Narodowo-Demokratycznego. Od 1907 do 1918 pełnił mandat posła do parlamentu austriackiego, był tam wiceprzewodniczącym Koła Polskiego. W 1917 r. był generalnym referentem Komisji Sejmowo-Konstytucyjnej Tymczasowej Rady Stanu, biorąc udział w pracach podkomisji konstytucyjnej. Był ekspertem delegacji polskiej na konferencji pokojowej w Paryżu w 1919 roku zajmującym się zagadnieniami gospodarczymi.
Był współzałożycielem i w latach 1918–1929 dyrektorem Głównego Urzędu Statystycznego w Warszawie. W latach 1919–1922 sprawował mandat posła na Sejm z listy PSL „Piast”. Zgłosił projekt konstytucji Polski jako państwa federalnego, który został odrzucony przez Sejm. W 1920 współpracował przy tworzeniu Statutu Organicznego Województwa Śląskiego. W latach 1922–1927 był senatorem. 27 listopada 1929 został odznaczony Krzyżem Komandorskim z Gwiazdą Orderu Odrodzenia Polski.
Autor pozycji Historia polityki narodowościowej rządu pruskiego wobec Polaków od traktatów wiedeńskich do ustaw wyjątkowych 1908 r. wydanej we Lwowie w 1909 r. Podkreślał w niej problem subhastacji, przechodzenia majątków polskich w ręce niemieckie. 
W 2024 został uhonorowany biogramem w Panteonie Górnośląskim

## Literatura dodatkowa
- Zgon dr. Józefa Buzka. „Gazeta Lwowska”, s. 3, Nr 221 z 26 września 1936.
- Stanisław Głąbiński: Buzek Józef. W: Polski Słownik Biograficzny. T. 3: Brożek Jan – Chwalczewski Franciszek. Kraków: Polska Akademia Umiejętności – Skład Główny w Księgarniach Gebethnera i Wolffa, 1937, s. 155–156. Reprint: Zakład Narodowy im. Ossolińskich, Kraków 1989, ISBN 83-04-03291-0
- Jan Draus: Uniwersytet Jana Kazimierza we Lwowie 1918–1946. Portret kresowej uczelni. Kraków: Księgarnia Akademicka, 2007, s. 47. ISBN 978-83-7188-964-6.